# فرودگاه لیلوئت
فرودگاه لیلوئت (به انگلیسی: Lillooet Airport) یک فرودگاه همگانی است که یک باند فرود آسفالت دارد و طول باند آن ۱۲۱۶ متر است. این فرودگاه در کشور کانادا قرار دارد و در ارتفاع ۴۰۲ متری از سطح دریا واقع شده است.